# Streptomyces avermitilis
Streptomyces avermitilis is een bacterie uit het geslacht Streptomyces. De bacterie wordt gebruikt om antihelmintica zoals ivermectine te maken.